# Pueblos germánicos occidentales

Expansión de los pueblos germánicos del año 750 a. C. al 1 (Penguin Atlas of World History. 1988):
Establecimientos antes del 750 a. C.
Nuevos establecimientos entre el 750 a. C. y el 500 a. C.
Nuevos establecimientos entre el 500 a. C. y el 250 a. C.
Nuevos establecimientos entre el 250 a. C. y el 1

Los pueblos germánicos occidentales, tribus germánicas occidentales o simplemente, germánicos o germanos occidentales, fueron pueblos germánicos que hablaban las denominadas lenguas germánicas occidentales, una de las ramas de las lenguas germánicas.
Parecen derivadas de la cultura de Jastorf, una ramificación de la Edad de Hierro prerromana de la cultura de la Edad de Bronce nórdica.
Las tribus germánicas occidentales asentados en las orillas del mar del Norte y el río Elba, se expandieron hacia el sur, junto al Rin y el Weser, llegando más tarde hasta los Alpes y hacia el oeste en Gran Bretaña.
La historiografía romana clasificaba a estas tribus en tres grupos principales de culto (no étnico), que debían su origen mitológico a los tres hijos de Mannus:
- Ingaevones, asentados en principio, a las orillas del mar del Norte.
- Istaevones, en las orillas del Rin.
- Herminones, en el interior.

## Grupos
- Istaevones
- Sajones
- Jutos
- Anglos
- Turingios
- Alamanes
- Suevos
- Francos
  - Sicambrios
  - Salios
  - Camavos
  - Brúcteros
  - Catos
  - Catuaros
  - Ampsivaros
  - Téncteros
  - Ubios
  - Bátavos
- Frisones
- Cimbrios
- Bátavos
- Catos
- Turingios
- Hermunduros
- Ingaevones

            Con la designación de ‘’pueblos germánicos’’, nos encontramos ante una gran conglomerado de pueblos, dividiéndose a su vez en numerosísimos subgrupos cada uno de estos pueblos, con una rica heterogeneidad de etnias, culturas, lenguas y religiones paganas diferentes, sometidas al gobierno de clanes dinásticos de aristocracias guerreras, también paganas a su vez, pero constando de un número visiblemente pequeño, en comparación al conjunto de personas que les seguían (campesinos, ancianos, mujeres, niños, tullidos de guerra, esclavos, sacerdotes y sacerdotisas, etc.).

BREVE HISTORIA DE LOS PRINCIPALES PUEBLOS GERMÁNICOS

### Isla de Gran Bretaña: anglos, sajones y jutos
En el S.IV, la frontera que se extendía desde el Mar del Norte hasta el Mar Negro, siguiendo el Rhin y el Danubio, sufrió la presión de una oleada de pueblos germánicos hostiles: francos, sajones, burgundios, visigodos, ostrogodos, suevos, alanos, vándalos y gépidos (…). Los ataques del exterior y los conflictos internos desembocaron en la retirada de las legiones de Britania, lo que dejó vía libre a la penetración de anglos, sajones y jutos. Durante los siglos V y VI, en el territorio de las islas británicas se establecen gradualmente los pueblos germánicos de los anglos, sajones, jutos y frisones, los cuales llegaron del continente de los costas del Báltico y del Mar del Norte.

En las islas británicas, estos pueblos forman siete reinos principales: el de Kent (de los jutos), los tres Estados sajones de Wessex, Essex, Sussex (reinos occidental, oriental y meridional de los sajones), el reino de los anglos de Estanglia y Northumbria y Mercia. En un principio, el predominio estaba en manos del reino más septentrional: Northumbria (S. VII), después, la hegemonía pasó a Mercia (S.VIII) y, desde el S.IX, a manos de Wessex, el reino de los sajones occidentales. En el S. IX, a manos de Wessex, el reino de los sajones occidentales. En el S. IX empiezan a invadir Inglaterra los piratas daneses, que conquistan gradualmente Northumbria, Mercia y Estanglia, es decir, toda la parte nordeste de las tierras inglesas (la región llamada, ‘’del derecho danés’’, Danelaw). Sin embargo, a mediados del S. X, estas tierras fueron reconquistadas por los anglosajones.

### Italia: longobardos (lombardos)
Del latín longobardi, ‘’los de las largas barbas’’. Según Paulo Diacono (715-880 d. C., cronista casi coetáneo a los hechos [en un evidente paralelismo con San Isidoro de Sevilla en relación con los visigodos], que se educó en la Corte de la capital del Reino Longobardo, Pavía), recopiló los orígenes míticos del pueblo longobardo: provenían de Scandia (Suecia), bajo el mando de Aio e Ybor. Eligen al hijo de Aio, Agelmundo, como rey tras su muerte. Fueron moviéndose de norte a sur por el territorio que hoy conocemos como Europa del Este, traspasando finalmente el limes romano del Río Danubio. Batalla contra los búlgaros. Muere Agelmundo. La hija de Agelmundo, cae prisionera de los búlgaros, tras el ataque sorpresa de éstos a los longobardos. Eligen como rey a Lamissione, y los derrota y domina para vengar la muerte de Agelmundo. Llegaron a Scoringa, la zona de los vándalos. Crean ellos mismos, el rumor de que la existencia de unos guerreros cinocéfalos para meter miedo al enemigo y que huya del territorio en el que querían asentarse.
Batalla contra los vándalos, con las mujeres con el cabello atado por delante para simular barbas para engrosar el número de combatientes y meter así miedo al enemigo. Pasan por Mauringa. Batalla contra la tribu de los assipitti. Muere Lamissione, y eligen a Lethu como rey, el cual gobierna 50 años. Tras su muerte, le sucede Hildeoc, y a éste Guldeoc. Pasan por Rogilanda  (la tierra de los extintos rugios), y se instalan allí por tratarse de un terreno fértil y apto para el cultivo y el asentamiento. Claffone sucede a su padre Gudeoc, y luego hereda el mando su hijo Tatone, quien lucha contra los hérulos en Rogilandia y los vence. Justo después, Tatone es asesinado por su sobrino Wacho, quien se alza con el poder tras derrotar al hijo de Tatone y heredero legítimo, Hildechi, viéndose obligado a exiliarse con los gépidos. Lucha contra los suevos y los convierte en su séquito militar. Y se emparentaron, con alianzas matrimoniales, con los reyes turingio, gépido, hérulo y dos reyes francos. El sucesor, Audoino, se topa con los gépidos y establecen buenas relaciones con ellos (probablemente estuvieran emparentados entre sí), pero finalmente los derrota y mata al rey anterior, casándose con la viuda de éste (siguiendo la tradición longobarda).
Lista de reyes: Aio, Agelmundo, Lamissione, Lethu, Hildeoc, Guldeoc, Claffone, Tatone, Wacho, Walthari y Alduino.